# دراسات مندائية
الدراسات المندائية، أو الدراسات المندائية اللغوية عند الإشارة إلى الدراسات اللغوية، هي دراسة الدين المندائي، والشعب المندائي، واللغة المندائية. يمكن اعتبارها فرعًا من فروع دراسات آرامية، ودراسات سامية، ودراسات شرق أوسطية، ودراسات شرقية. تشمل التخصصات ذات الصلة دراسات سريانية، وعلم الآشوريات، ودراسات إيرانية، ودراسات يهودية، ودراسة العقائد الدينية.

## التاريخ

### التاريخ المبكر
كان أحد أوائل الأوروبيين الذين كتبوا أعمالًا مفصلة عن المندائيين هو إغناطيوس يسوع، وهو راهب كاثوليكي إيطالي نشر في عام 1652 بحثًا عن المندائية بعنوان Narratio originis, rituum, & errorum christianorum Sancti Ioannis ("رواية الأصل، الطقوس، وأخطاء مسيحيي القديس يوحنا").
خلال القرن التاسع عشر، نشر علماء مثل نوربرج ويوليوس هاينريش بيترمان نسخًا مطبوعة من كنزا ربا. كما أجرى بيترمان أبحاثًا ميدانية مع المندائيين في جنوب العراق خلال خمسينيات القرن التاسع عشر، حيث عمل مع يحيى بهرام كمخبر رئيسي له.

### القرن العشرين
شهدت الدراسات المندائية تقدمًا كبيرًا في أوائل القرن العشرين مع نشر العديد من الأعمال عن المندائية، وخاصة ترجمات نصوص مندائية إلى الألمانية بواسطة مارك ليدزبارسكي. خلال ثلاثينيات القرن العشرين، نشر علماء وكتاب أوروبيون مثل هوغو أودبرج (1930)، وروبرت شتال (1930)، وألفريد لوازي (1934) دراسات عن المندائية. بعد ذلك، دخل المجال في فترة توقف مؤقت بسبب اضطرابات الحرب العالمية الثانية.
خلال منتصف القرن العشرين، كتب رودولف ماكوش قاموسًا وقواعدًا للغة المندائية، بينما ترجمت إي. إس. درور (1879–1972) العديد من النصوص المندائية غير المعروفة سابقًا إلى الإنجليزية ووثقت مجتمعات المندائيين في العراق بتفصيل كبير. قضت درور عقودًا في العراق وحصلت على العشرات من النصوص المندائية لمجموعة مجموعة درور من خلال مستشارها الميداني الرئيسي، الشيخ نعم بار زهرون. حتى اليوم، لا تزال العديد من النصوص المندائية متاحة للعلماء الغربيين فقط من خلال أعمال درور.
خلال النصف الثاني من القرن العشرين، كان من بين العلماء النشطين في الدراسات المندائية كورت رودولف، وإريك سيجلبرج، وإدوين إم. ياموتشي، وإدموندو لوبيري.

### القرن الحادي والعشرين
شهد القرن الحادي والعشرين إحياءً للدراسات المندائية مع نشر العديد من الدراسات والترجمات النصية الجديدة. من بين العلماء الأكثر نشاطًا في الدراسات المندائية في القرن الحادي والعشرين في الولايات المتحدة يورون جاكوبسن باكلي، وتشارلز جي. هابرل، وجيمس إف. ماكغراث. ومن بين علماء فقه اللغة خارج الولايات المتحدة الذين يعملون على النصوص المندائية بوغدان بوريتيا في ألمانيا، بالإضافة إلى ماثيو مورغنسترن وأوهاد أبو درهم في إسرائيل. ومن بين الباحثين في الفن المندائي التاريخي ساندرا فان رومباي في أستراليا.
بعد غزو العراق، هاجر المندائيون من العراق بأعداد كبيرة، حيث فاق عدد المندائيين في الشتات لأول مرة في التاريخ عدد المندائيين المتبقين في العراق وإيران. مع وجود غالبية المندائيين يعيشون بشكل دائم في دول العالم الناطق بالإنجليزية (خاصة أستراليا والولايات المتحدة) وأوروبا الغربية، قام أعضاء من الشتات المندائي، بما في ذلك بريخا نصورايا، وكارلوس جيلبرت، وماجد فندي المباركي، ويوهانا نشمي، وقيس السعدي، وداخل شوشتاري، والعديد من المندائيين الآخرين بنشر كتب ووثائق عن دينهم وتاريخهم ونصوصهم المقدسة ولغتهم باللغة الإنجليزية، مما سمح للعلماء الدوليين بالوصول إلى معلومات غير مسبوقة عن الدين والثقافة المندائية. في عام 2011، نشر كارلوس جيلبرت أول ترجمة كاملة لـ كنزا ربا إلى الإنجليزية. خلال منتصف العقد الثاني من القرن الحادي والعشرين، قدم مشروع عالم كهنة المندائيين بقيادة كريستين روبنز (ني أليسون) من جامعة إكستر، بمساعدة يوهانا نشمي، توثيقًا متعدد الوسائط مفصلاً للطقوس والمجتمعات والكهنة المندائيين. بالإضافة إلى ذلك، يتم حاليًا القيام بأعمال أرشيفية للمخطوطات المندائية من قبل رفيد الصابتي وابنه أردوان الصابتي في نايميخن، هولندا.
على الرغم من التقدم الكبير الذي تم إحرازه في الدراسات المندائية على مدى العقود العديدة الماضية، لا تزال الدراسات المندائية واحدة من أقل الحقول الفرعية المعروفة ضمن الشرق أوسطية ودراسات سامية. كما ذكر تشارلز جي. هابرل (2022)::206
لن يكون من المبالغة القول إن علماء عصور قديمة متأخرة في شرق البحر الأبيض المتوسط والشرق الأوسط قد حكموا على المندائيين بالإعدام في ديماس (عمارة) لمعظم القرن الماضي، على أساس أنهم غامضون جدًا، ومتأخرون جدًا، وغريبون جدًا، ومنفصلون جدًا عن الشعوب الأخرى التي كانت بمثابة الموضوعات الأساسية لأبحاثهم الخاصة. ... المندائية بالتأكيد ليست جزءًا من المجموعة القياسية للعلماء الذين يعملون على العصور القديمة المتأخرة، ولا حتى أولئك الذين يعملون على الإمبراطورية الساسانية، وعلى الرغم من أنه من غير المعقول أن نتوقع أن تنضم يومًا ما إلى اليونانية واللاتينية والعبرية والعربية والفارسية بين اللغات الأخرى في تلك المجموعة، إلا أنني مقتنع مع ذلك بأن نصوص مندائية ... ستكون لا غنى عنها لتوضيح بعض الألغاز التي ترافق دراسة هذه الفترة والمنطقة.

## سلسلات أكاديمية
تتخصص السلاسل التالية السلاسل الأحادية في الدراسات المندائية:
- سلسلة الدراسات المندائية من دار نشر جورجياس[14]
- سلسلة Mandäistische Forschungen (بالألمانية: "أبحاث مندائية") من دار نشر هاراسوفيتز[15]

## مجلات أكاديمية
تنشر الأوراق المتعلقة بالدراسات المندائية بانتظام في مجلة آرام الدورية.

## مؤتمرات
كانت المؤتمرات الدولية التالية لـ آرام، التي نظمتها جمعية آرام لدراسات سوريا وبلاد ما بين النهرين في جامعة أكسفورد، مخصصة خصيصًا للدراسات المندائية. كما قام كهنة مندائيون بأداء طقوس التعميد (مصبوطا) خلال مؤتمرات 1999 و2002 و2007.
- المؤتمر الدولي الثالث عشر لآرام (13–15 يونيو 1999)، جامعة هارفارد (مع أداء طقوس مصبوطا في نهر تشارلز)
- المؤتمر الدولي السابع عشر لآرام (7 يوليو 2002)، معهد الدراسات الشرقية، جامعة أكسفورد (مع أداء طقوس مصبوطا في نهر التيمز)
- المؤتمر الدولي الرابع والعشرون لآرام (8–10 يوليو 2007)، كلية سانكتا صوفيا، جامعة سيدني (مع أداء طقوس مصبوطا في نهر نيبيان في بينريث)
- المؤتمر الدولي السابع والعشرون لآرام (9–11 يوليو 2009)، معهد الدراسات الشرقية، جامعة أكسفورد
- المؤتمر الدولي السادس والثلاثون لآرام (8–9 يوليو 2013)، معهد الدراسات الشرقية، جامعة أكسفورد